# Hagen Brandstäter
Hagen Brandstäter (* 28. November 1958 in Brandenburg an der Havel) ist ein deutscher Rundfunkintendant. Er war vom 7. August 2022 bis 15. September 2022 geschäftsführender Intendant und zuvor Verwaltungsdirektor des Rundfunks Berlin-Brandenburg.

## Leben
Brandstäter studierte von 1983 bis 1987 an der Universität zu Köln Betriebswirtschaftslehre. Von 1984 bis 1989 arbeitete er als Systemanalytiker bei der Firma Dynamit Nobel AG in Troisdorf bei Köln. Von 1988 an war er dort Gruppenleiter.
Seine Tätigkeit im Senderverbund der ARD begann er 1990 im WDR, zunächst als Systemanalytiker und Organisator. Im Anschluss war er als Referent in der Intendanz tätig: zunächst für Friedrich Nowottny, später für Fritz Pleitgen.
1997 übernahm Brandstäter die Leitung der Anwendungsentwicklung und wurde stellvertretender Abteilungsleiter „Organisation und Informationssysteme“.
Ab 1999 leitete er die Abteilung „Produktionswirtschaft und IT-Strategie“. Gleichzeitig war er stellvertretender Hauptabteilungsleiter Herstellung. Die ARD/ZDF-Arbeitsgruppe „Produktionswirtschaft Fernsehen“ führte er bis 2003.

### RBB-Verwaltungsdirektor
Brandstäter wurde mit der Gründung des Rundfunk Berlin-Brandenburg im Jahr 2003 zu dessen Verwaltungsdirektor gewählt und blieb dies bis Februar 2023. Ab Mai 2008 war er zudem stellvertretender Intendant des Senders. Nach dem Rücktritt der RBB-Intendantin Patricia Schlesinger am 7. August 2022 war er für einige Wochen kommissarischer Intendant.
Von 2007 an leitete er die ARD/ZDF-Arbeitsgruppe Rundfunkgebühren. Ende 2010 initiierten ARD, ZDF und Deutschlandradio ein Gesamtprojekt zur Umstellung der Rundfunkgebühr auf den Rundfunkbeitrag. In diesem Rahmen übernahm er die Leitung des Teilprojekts Reform des Beitragseinzugs. In der zweiten Jahreshälfte 2013 übernahm er den Vorsitz der Fachgruppe Finanzen/Organisation/IT.

### Entlassung
Anfang Februar 2023 wurde Brandstäter als einer der letzten Führungskräfte des RBB der Schlesinger-Zeit fristlos gekündigt. Brandstäter soll eine Sonderzahlung von 1.700 Euro monatlich für die Zeit des ARD-Vorsitzes von Schlesinger erhalten haben. Die Sonderzahlungen erhielt er ab Juli 2021, obwohl der Sender den ARD-Vorsitz erst ab dem 1. Januar 2022 übernahm. Die Sonderzahlungen sollten auch nach der ARD-Vorsitz-Zeit noch ein halbes Jahr weitergezahlt werden. Laut seinem Arbeitsvertrag mit bereits außertariflichen Gehaltszahlungen waren aber „alle Tätigkeiten für den Sender und Aufsichtsratsfunktionen abgegolten“.
Brandstäter klagte vor dem Arbeitsgerichts Berlin gegen die Kündigung. Dieses urteilte im September 2023, dass Brandstäters Anstellungsvertrag mit den vereinbarten Ruhegeld-Regelungen sittenwidrig und deshalb nichtig gewesen sei. Deshalb bestehe auch kein Anspruch auf Ruhegeldzahlungen und Hinterbliebenenversorgung. Der Sender habe sich „einseitig von dem Vertrag mit dem Kläger lossagen können“. Wegen Mitverschulden des RBB für das Zustandekommen der Vereinbarung wies das Arbeitsgericht verschiedene finanzielle Forderungen des RBB gegen Brandstäter zurück. Nur ein Drittel der ARD-Prämie für den ARD-Vorsitz Schlesingers muss er zurückzahlen.
Am 4. Oktober 2022 gab die Berliner Generalstaatsanwaltschaft bekannt, im Zuge der Schlesinger-Affäre unter anderem gegen Brandstäter wegen des Verdachts der Untreue zu ermitteln.

### Privates
Hagen Brandstäter lebt in Berlin. Er ist verheiratet und hat zwei Töchter.

## Weitere Funktionen
- Verwaltungsratsvorsitzender Informationsverarbeitungszentrum (IVZ)
- stellvertretender Aufsichtsratsvorsitzender RBB Media GmbH
- Mitglied im Verwaltungsrat des Beitragsservice von ARD, ZDF und Deutschlandradio